# Clarence Avant
Clarence Avant (Greensboro, 25 februari 1931 - Los Angeles, 13 augustus 2023) was een Amerikaans muziekmanager en filmproducent. Hij werd omschreven als the godfather of Black music.

## Biografie
Clarence Avant groeide op in Climax (Nort Carolina) als oudste van acht kinderen. 
Muziek
Avant was manager of producent van talrijke artiesten waaronder Little Willie John, Jimmy Smith, Sarah Vaughan, Kim Weston, Luiz Bonfa, Wynton Kelly, Freddie Hubbard, Curtis Fuller, Pat Thomas Lalo Schifrin, Four Hi's, Johnny Nash, Terry Bryant, Billy Woods en Tom Wilson.  Daarnaast was hij verbonden aan verschillende platenlabels, waaronder Venture Records Inc., Stax Records en Sussex Records en de zender KTYM-FM. 
Om dit allemaal te regelen werd op 7 november 1962 Avant Garde Enterprises en op 27 september 1966 Sussex Productions, Inc. opgericht. 
Films
Avant was producent van de Save the Children (1973), Deliver Us from Evil (1975), The Color Purple (1985), Stalingrad (1990), Jason's Lyric (1994).
Daarnaast was hij bestuurslid en directeur van de National Association of Radio Announcers (NARA), later de National Association of Television and Radio Announcers (NATRA), en ook als adviseur voor PlayTape.
Persoonlijk
Avant trouwde in 1967 met "Jackie" Alberta Gray (International Student Center van de UCLA) en ze kregen twee kinderen.  Namelijk Nicole (Amerikaans Ambassadeur op de Bahama's en getrouwd met Ted Sarandos) en een zoon.

## Erkentelijkheden
- 1998 - Golden Plate Award (American Academy of Achievement)
- 2008 - Trustees Award (National Association of Recording Arts and Sciences)
- 2016 - Hollywood Walk of Fame
- 2018 - President's Merit Award
- 2018 - Grammy Icon
- 2019 - Netflix-documentaire "The Black Godfather" over zijn leven
- 2021 - Rock and Roll Hall of Fame